# 교과교실제

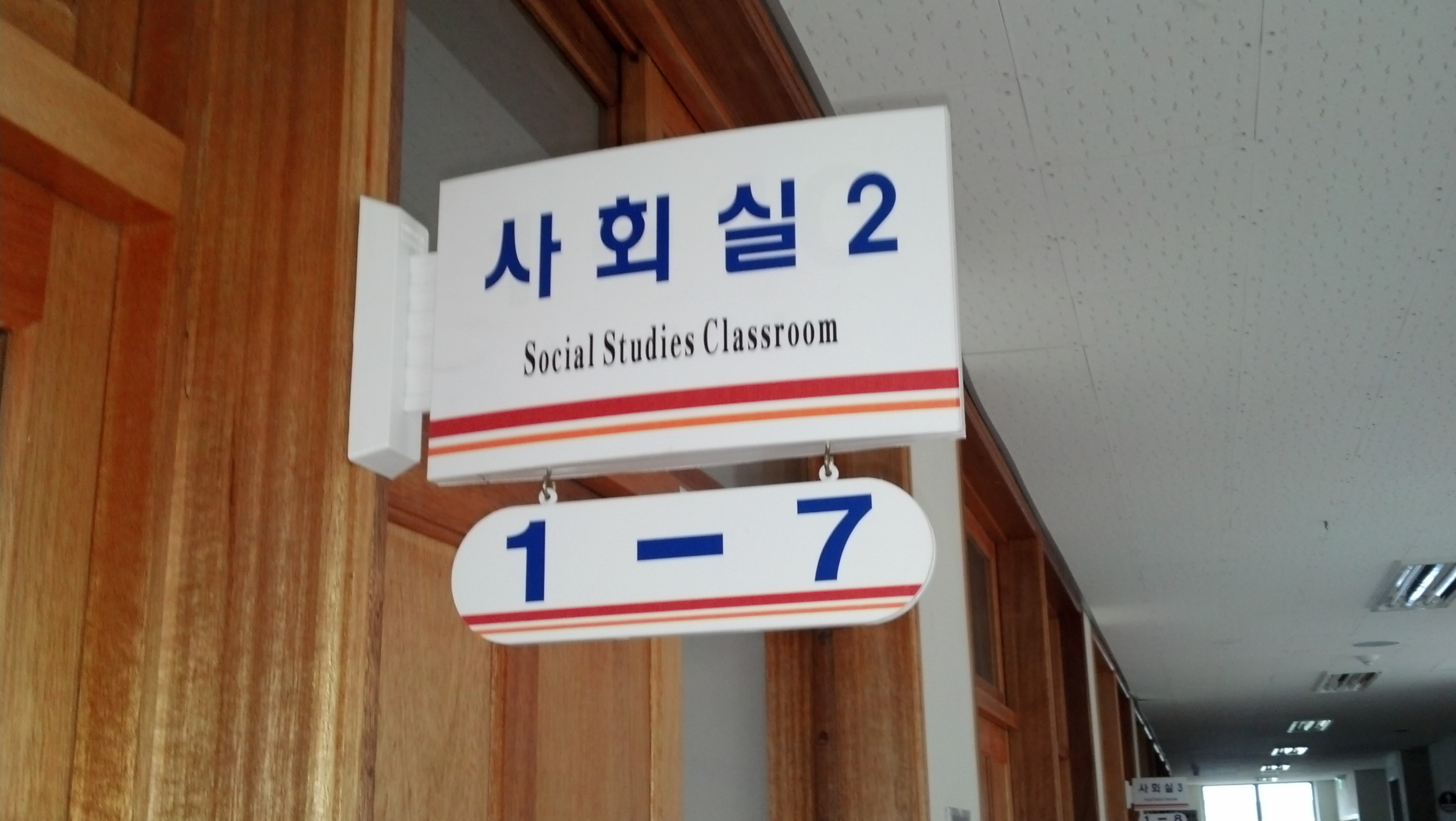
교과교실제는 각각 전용교실을 갖는다

교과교실제(敎科敎室制)는 과목별로 전용 교실을 두고 학생들이 수업 시간표에 따라 교과별로 특성화된 교실로 이동하여 수업을 듣는 교육 방식이다. 대표적인 미국을 비롯한 서양 학교의 방식과 비슷하며, 교육과학기술부에서 추진하고 있다. 대한민국은 이전까지 한 교실에 담당 과목 교사가 들어와 수업하는 방식으로 진행되었으나, 2007년부터 몇몇 학교를 대상으로 시범 교과교실제를 실시하였다.

## 유형
A형, B형, C형으로 분류되며, A형은 전면도입, B형은 과목중점, C형은 수준별 수업이다.

### A형
선진형 교과교실제라고도 한다.

### B형
과목중점형이라고도 한다. B1형과 B2형으로 나누어져 있다.

### C형
대다수의 학교가 채택하고 있는 유형이다.

## 시행하고 있는 학교

### 서울
2018년 기준 서울에서 교과교실제를 운영하고 있는 학교는 다음과 같다.
경희여자중학교 동대문중학교 동원중학교 봉화중학교 성일중학교 송곡여자중학교 숭인중학교 영란여자중학교 원묵중학교 전일중학교 중랑중학교 중화중학교 휘경중학교 신현고등학교 해성여자고등학교 가재울중학교 덕산중학교 동도중학교 명지중학교 불광중학교 상암중학교 서울여자중학교 선정중학교 성사중학교 성서중학교 신수중학교 신연중학교 아현중학교 연북중학교 연서중학교 연신중학교 연희중학교 은평중학교 이화여자대학교사범대학부속중학교 인왕중학교 인창중학교 정원여자중학교 증산중학교 창천중학교 홍은중학교 홍익대학교사범대학부속여자중학교 가재울고등학교 경성고등학교 동명여자고등학교 명지고등학교 숭실고등학교 신도고등학교 진관고등학교 홍익대학교사범대학부속여자고등학교 가산중학교 구로중학교 난곡중학교 당산서중학교 대림중학교 문래중학교 선유중학교 세일중학교 여의도중학교 영서중학교 천왕중학교 경인고등학교 문일고등학교 노곡중학교 노원중학교 노일중학교 도봉중학교 백운중학교 북서울중학교 상계제일중학교 상원중학교 선덕중학교 신도봉중학교 신방학중학교 신상중학교 신창중학교 월계중학교 창일중학교 한국삼육중학교 노원고등학교 대진여자고등학교 도봉고등학교 서라벌고등학교 청원여자고등학교 한국삼육고등학교 혜성여자고등학교 금호여자중학교 대경중학교 덕성여자중학교 덕수중학교 배문중학교 보성여자중학교 서울대학교사범대학부설여자중학교 선린중학교 신광여자중학교 용산중학교 장원중학교 장충중학교 창덕여자중학교 청운중학교 한강중학교 한양중학교 경복고등학교 경신고등학교 보성여자고등학교 성심여자고등학교 오산고등학교 장충고등학교 환일고등학교 가락중학교 가원중학교 강동중학교 강명중학교 강일중학교 둔촌중학교 명일중학교 문정중학교 방이중학교 배재중학교 보인중학교 성내중학교 송례중학교 송파중학교 신암중학교 아주중학교 영파여자중학교 오금중학교 오륜중학교 일신여자중학교 정신여자중학교 풍성중학교 한산중학교 광문고등학교 둔촌고등학교 문정고등학교 배명고등학교 선사고등학교 성덕고등학교 영파여자고등학교 잠실여자고등학교 한영고등학교 경서중학교 공진중학교 공항중학교 등원중학교 마곡중학교 방화중학교 봉영여자중학교 송정중학교 신정여자중학교 영도중학교 화원중학교 경복여자고등학교 금옥여자고등학교 동양고등학교 세현고등학교 영일고등학교 개포중학교 대청중학교 반포중학교 봉은중학교 세곡중학교 수서중학교 언남중학교 언북중학교 역삼중학교 영동중학교 청담중학교 내곡중학교 경기여자고등학교 동덕여자고등학교 상문고등학교 서울세종고등학교 서초고등학교 양재고등학교 영동고등학교 중앙대학교사범대학부속고등학교 진선여자고등학교 강남중학교 강현중학교 관악중학교 난우중학교 남서울중학교 당곡중학교 동작중학교 문창중학교 봉림중학교 봉원중학교 삼성중학교 상현중학교 신림중학교 영등포중학교 인헌중학교 구암고등학교 동작고등학교 삼성고등학교 서울문영여자고등학교 서울미술고등학교 성남고등학교 영등포고등학교 영락고등학교 인헌고등학교 경수중학교 광남중학교 광양중학교 광장중학교 광진중학교 광희중학교 구의중학교 동국대학교사범대학부속여자중학교 마장중학교 성원중학교 신양중학교 용곡중학교 한양대학교사범대학부속중학교 행당중학교 광남고등학교 성수고등학교 강북중학교 개운중학교 삼선중학교 서라벌중학교 석관중학교 수유중학교 숭곡중학교 신일중학교 월곡중학교 장위중학교 종암중학교 창문여자중학교 홍익대학교사범대학부속중학교 화계중학교 인수중학교 계성고등학교 삼각산고등학교 석관고등학교 창문여자고등학교 혜화여자고등학교 홍익대학교사범대학부속고등학교 서울예술고등학교 강서공업고등학교 대경상업고등학교 대진디자인고등학교 서울도시과학기술고등학교 서울디자인고등학교 서울문화고등학교 선정관광고등학교 송파공업고등학교 영등포공업고등학교 한가람고등학교 경동고등학교 경일고등학교 고척고등학교 광양고등학교 구현고등학교 금천고등학교 당곡고등학교 대영고등학교 상암고등학교 성동고등학교 원묵고등학교 청량고등학교